# Sigmar
Sigmar  è un nome proprio di persona tedesco e scandinavo maschile.

## Varianti
- Tedesco: Siegmar

## Origine e diffusione
Continua un nome germanico documentato in numerose forme, quali Sigimar, Sigemar, Sicumar, Segimer, Sygymar e via dicendo, attestato sin dal I secolo con la persona di Segimero, il padre di Arminio.
È composto dai termini germanici sig ("vittoria") e mar (o mer, "famoso", "illustre"); il suo uso in Scandinavia è piuttosto scarso.

## Onomastico
Il nome è adespota, ossia privo di santo patrono; l'onomastico si può eventualmente festeggiare il 1º novembre, festa di Ognissanti.

## Persone

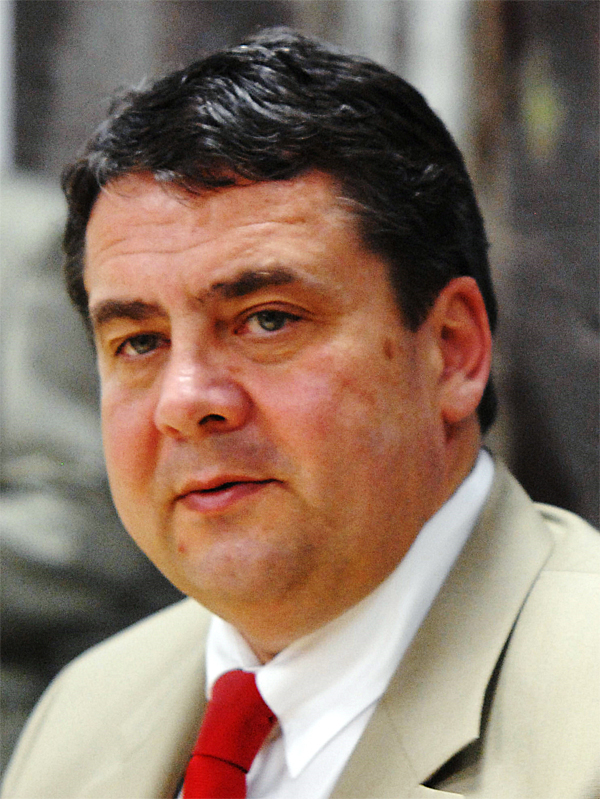
Sigmar Gabriel

- Sigmar Gabriel, politico tedesco
- Sigmar Polke, artista tedesco

### Variante Siegmar
- Siegmar Klotz, sciatore alpino italiano
- Siegmar Wätzlich, calciatore tedesco

## Il nome nelle arti
- Sigmar Heldenhammer è un personaggio della serie fantasy Warhammer Fantasy Battle.